# Giovanni Gallina (diplomatico)
Giuseppe Pietro Maria Giovanni Gallina, Conte (Torino, 30 giugno 1852 – Torino, 17 agosto 1936), è stato un diplomatico e politico italiano.

## Biografia
Figlio del senatore Stefano Gallina, esule dal Piemonte dopo i moti del 1821 e in seguito ministro delle finanze e segretario della commissione per la redazione dello Statuto Albertino, si laureò in giurisprudenza nel 1880. Nello stesso anno entra nell'amministrazione degli esteri e fu inviato prima alla legazione italiana di Pietroburgo, poi a quella diCostantinopoli, dove rimase per diversi anni. 
Come segretario di ambasciata di prima classe fu destinato a Pechino, Parigi, Londra e nuovamente Costantinopoli, in seguito tornò a Pechino in qualità di ministro plenipotenziario. 
Fu ambasciatore a Tokio e Parigi, e concluse la carriera come capo del Commissariato generale dell'emigrazione presso il Ministero degli Esteri.
Fu nominato senatore a vita nel 1913, subito dopo il collocamento a riposo, ma partecipò poco ai lavori dell'Assemblea.
Massone, è affiliato alla loggia di Torino "Ausonia", appartenente al Grande Oriente d'Italia.